# 大德爾恩湖

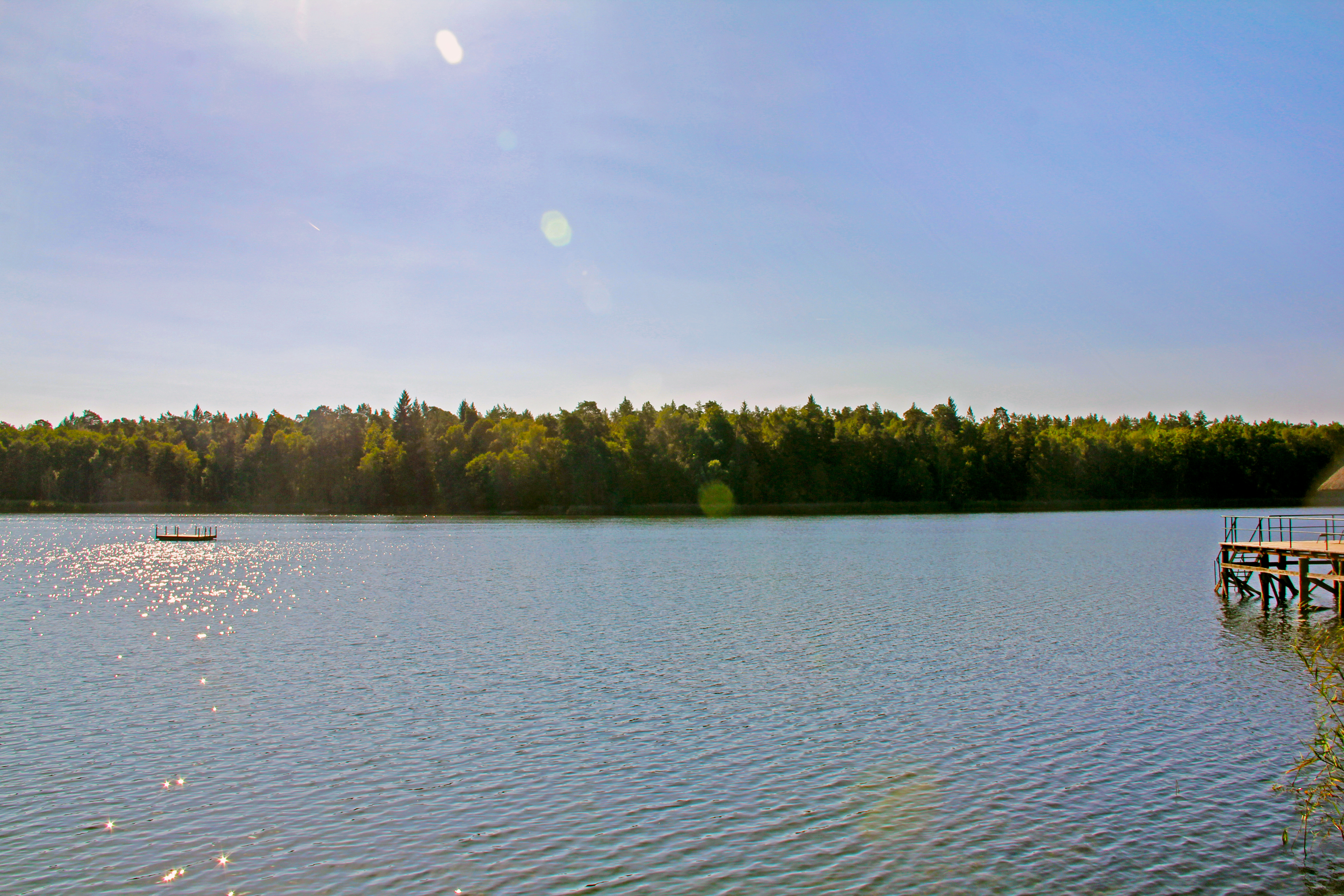

53°0′11″N 13°36′54″E / 53.00306°N 13.61500°E
大德爾恩湖（德語：Großdöllner See），是德國的湖泊，位於該國西南部，由勃蘭登堡州負責管轄，處於烏克馬克縣，長2.9公里、寬0.6公里，面積1.2平方公里，海拔高度58米，最大水深10米。